# Phaeogenes brevior
Phaeogenes brevior är en stekelart som beskrevs av Heinrich 1977. Phaeogenes brevior ingår i släktet Phaeogenes och familjen brokparasitsteklar. Inga underarter finns listade i Catalogue of Life.